# تشاه شيرين (غناباد)
تشاه شيرين (بالفارسية: چاه شیرین) هي قرية تقع في قسم بسكلوت الريفي في إيران.